# Valentín Rodríguez
Diego Valentín Rodríguez Alonso (Montevideo, 13 de junio de 2001) es un futbolista uruguayo que juega como lateral izquierdo y volante izquierdo en Gimnasia y Esgrima La Plata de la Primera División de Argentina.

## Trayectoria

### Peñarol
Debutó el 13 de enero de 2021 por la primera fecha del Torneo Clausura 2020 del Campeonato Uruguayo, disputando 34 minutos del partido frente al Club Atlético Cerro.
El 15 de julio anota su primer gol como futbolista profesional por los octavos de final de la Copa Sudamericana 2021 ante el Club Nacional clásico del fútbol uruguayo en una Competición Internacional, el gol fue anotado en los descuentos, eludiendo a  cuatro  rivales. Siendo un gol fundamental para la clasificación a cuartos de final. Más adelante ese gol elegido como el mejor gol del certamen, a través de las redes de Conmebol por voto de hinchas.

### Pachuca
El 5 de febrero de 2024 fue cedido a Pachuca de México hasta diciembre de ese mismo año. Jugó 10 partidos en Pachuca y anotó un gol. Dicho gol se convirtió el 2 de marzo de 2024 con el equipo Sub-23 de Pachuca contra FC Juarez Sub-23.

### Gimnasia y Esgrima La Plata
En julio de 2024 resciende antes de término con Pachuca para integrar las filas de Gimnasia y Esgrima La Plata de la Primera División de Argentina. Fichó con Gimnasia y Esgrima LP por un año de préstamo con opción a fines de 2024 y repesca a favor de Peñarol en caso de no ejercerla en diciembre.

## Clubes
| Club                        | País      | Año       |
| --------------------------- | --------- | --------- |
| C. A. Peñarol               | Uruguay   | 2021-     |
| C. F. Pachuca               | México    | 2024      |
| Gimnasia y Esgrima La Plata | Argentina | 2024-Act. |

## Palmarés

### Títulos nacionales
| Título                      | Club          | País    | Año  |
| --------------------------- | ------------- | ------- | ---- |
| Torneo Clausura             | C. A. Peñarol | Uruguay | 2021 |
| Primera División de Uruguay | C. A. Peñarol | Uruguay | 2021 |
| Supercopa Uruguaya          | C. A. Peñarol | Uruguay | 2022 |
| Torneo Apertura             | C. A. Peñarol | Uruguay | 2023 |

### Títulos internacionales
| Título                           | Club          | País   | Año  |
| -------------------------------- | ------------- | ------ | ---- |
| Copa de Campeones de la Concacaf | C. F. Pachuca | México | 2024 |

### Distinciones individuales
| Distinción                                   | Año  |
| -------------------------------------------- | ---- |
| Mejor gol Copa Conmebol Sudamericana de 2021 | 2021 |

## Redes sociales
- Valentín Rodríguez en X (antes Twitter)
- Valentín Rodríguez en Instagram